# Estanislao Struway
Estanislao Struway Samaniego[carece de fontes?] (Itá, 25 de junho de 1968) é um ex-futebolista paraguaio que atuava como meio-campista. 

## Carreira
Revelado em 1988 pelo Cerro Porteño, encerrou sua carreira em 2005 no Sportivo Iteño. O jogador também jogou no Racing Club, Los Andes, Sporting Cristal, Portuguesa, Coritiba, Libertad e 12 de Octubre. Pela Seleção Paraguaia, destaca-se sua participação na Copa do Mundo de 2002 e em 5 edições da Copa América, em 1991, 1993, 1995, 1997 e 2001.[carece de fontes?]

## Títulos
| Ano  | Clube         | Título                |
| ---- | ------------- | --------------------- |
| 1990 | Cerro Porteño | Campeonato Paraguaio  |
| 1992 | Cerro Porteño | Campeonato Paraguaio  |
| 1999 | Coritiba      | Campeonato Paranaense |
| 2001 | Cerro Porteño | Campeonato Paraguaio  |
| 2002 | Libertad      | Campeonato Paraguaio  |
| 2003 | Libertad      | Campeonato Paraguaio  |